# Rádio Santa Cruz
Rádio Santa Cruz é uma estação de rádio brasileira com sede em Pará de Minas, Minas Gerais. Opera na frequência 100.3 MHz FM. Ela também faz parte da Rede Católica de Rádio. A rádio é a primeira da cidade, assim em 2009 comemorou 30 anos de fundação.
O nome da rádio vem em referência a Serra de Santa Cruz.

## História
A partir de 1970, dois empresários da cidade se empenharam em fundar a primeira rádio da cidade. A licença de concessão foi concedida vinte anos depois pelo Ministério das Comunicações a Geraldo Duarte Marinho, que é atualmente presidente da rádio. A rádio entrou no ar no dia 12 de outubro de 1979, data comemorativa pela igreja católica à Nossa Senhora Aparecida.
Em 2009 o governo por meio de um decreto assinado em 7 de novembro de 2017 autorizou que emissoras que funcionassem no dial AM solicitassem permissão a Agência Nacional de Telecomunicações (ANATEL) a liberação do uso da faixa FM. Por meio do Banco Nacional de Desenvolvimento Econômico e Social (BNDE) foi criado linha de crédito para incentivar a troca de transmissores para a nova frequência. Com a troca, as emissoras tem um interferência menor e qualidade maior relacionada ao AM. Depois da autorização para a migração ser publicada no Diário Oficial da União, a emissora pode transmitir a programação em simulcasting, ou seja, em AM e FM, e ela tem prazo de 180 dias para avisar os ouvintes da mudança.
A Santa Cruz fez sua primeira transmissão de testes no FM em 29 de novembro de 2017 pelo dial 100.3 MHz com potência de 3kW.